# Caulerpa cylindracea
Caulerpa cylindracea és una espècie d'alga verda marina de la família Caulerpaceae, oriünda d'Austràlia. Ocupa tota mena de substrats i fondàries entre 0 i 70 metres. Es pot reproduir a partir de petits fragments que arrelen al fons de roca, a pedres i pot ser transportada d'un lloc a un altre pels corrents marins i pel fondeig de les embarcacions. Per això bussejadors o pescadors poden contribuir involuntàriament a la seva propagació. Creix molt ràpidament.
És considerada una espècie invasora a la conca del Mediterrani i també al sud d'Austràlia. Al Mediterrani és nociva per als ecosistemes perquè creix sobre roques, desbanca posidònia o gorgònies i en formar una mena de tapis gruixut aniquila les espècies que hi viuen.
Des de fa uns anys, se'n descobreixen regularment brots a les costes catalanes, incloent-hi la Catalunya del Nord. L'escalfament progressiu de l'aigua marina pel canvi climàtic en facilita la proliferació.